# هاسو فون فيدل (جنرال)
هاسو فون فيدل (جنرال) (20 نوفمبر 1898 - 3 يناير 1961)  جنرالًا ألمانيًا قاد قوات دعاية الفيرماخت خلال الحرب العالمية الثانية. كان تابعًا مباشرًا لرئيس أركان عمليات OKW ( Wehrmachtführungsstab ، WFSt. اللواء الفريد جودل. كان قسم الدعاية لويدل يسيطر على وحدات الدعاية وعمل على التوسط بينها وبين ورئيس زارة دعاية الرايخ جوزيف غوبلز. 
بعد الاستسلام ألمانيا النازية، تم أسر ويدل على يد القوات الأمريكية في 6 مايو 1945 وأفرج عنه في 18 مايو 1946. ووصف ويدل تجربته في دعاية الحرب في حساب اعتذاري كتب بين عامي 1957 و1958 ونشر بعد وفاته تحت عنوان Die Propagandatruppen der Deutschen Wehrmacht ("الدعاية لقوات الفيرماخت"). على سبيل المثال، وصف العلاقات بين الفيرماخت ومنظمات الدعاية المدنية بأنها مزعومة، في حين تعاونت بنجاح وفعالية طوال الحرب. 
كان فيدل وألفريد إنجمار بيرندت محرري مجلة دويتشلاند إم كامبف، وهي سلسلة كتب، 43 مجلداً، ما يقرب من 10000 صفحة، تغطي كل معركة شارك فيها الجيش الألماني وكريسمارينه ولوفتوافا، من غزو بولندا في سبتمبر 1939 إلى منتصف عام 1944 . 

## كتب مؤلفة (الألمانية)
- Schießtechnik und Taktik des einzelnen f. M.G. in 26 Kampfaufgaben mit Lösungen. Berlin 1928
- Zwanzig Jahre deutsche Wehrmacht. Berlin 1939
- Der Kampf im Westen. München: Raumbild-Verlag Otto Schönstein, 1940. 15749886
- Der Feldherr Adolf Hitler und seine Marschälle. Leipzig 1941
- Die Propagandatruppen der Deutschen Wehrmacht. Hrsg. von Hermann Teske. Neckargemünd 1962
- Germany at War (Deutschland im Kampf) (Otto Stollberg, Berlin 1939-1944). Alfred Ingemar Berndt and Hasso von Wedel, editors.
- Defense Education and People's Education (Wehrerziehung und Volkserziehung) Hanseatische Verlagsanstalt Hamburg 1938